# Prljavo Kazalište
Prljavo Kazalište is een rockgroep uit Kroatië. De band is opgericht in 1977 te Zagreb. Hun naam betekent in het Kroatisch "vies theater". De band speelde op 19 oktober 1989 een onvergetelijk concert in Zagreb, voor zo'n 250,000–300,000 mensen. Het concert in vooral onvergetelijk omdat het woord Kroatië werd genoemd in het lied Ruža Hrvatska (Ook wel Mojoj majci, wat mijn moeder betekent). Dit was verboden door de communistische regering van Joegoslavië. Maar dit weerhield de duizenden mensen in Zagreb niet om het mee te zingen. Het lied wakkerde in vele Kroaten de trots voor eigen land op. In tijden van oorlog werd Prljavo Kazalište een van de beroemdste bands van Kroatië. De band is tot op heden nog steeds bij elkaar, echter niet met alle oorspronkelijk bandleden.

## Biografie
De oorspronkelijk bandleden waren Zoran Cvetkovic (gitaar), Nino Hrastek (basgitaar), Tihomir Fileš (drum), Davorin Bogovic (zang) en Jasenko Houra (gitaar). Behalve Jasenko Houra zaten alle andere bandleden eerder in een andere band die “Ciferšlus” (wat rits betekent in het Kroatisch). Maar toen Houra erbij kwam veranderden ze de naam in Prljavo Kazalište.
In 1979 verliet Zoran Cvetkovic de band en werd hij vervangen door Marijan Brkic. Davorin Bogovic verliet de band in 1981 na wat meningsverschillen, Jasenko Houra werd de nieuwe zanger van de band. In 1983 kwam Davorin Bogovic weer bij de band en bracht samen met de andere bandleden het album 'korak do sna' uit, maar dit werd toch zijn laatste album bij de band. In 1985 kwam er weer een nieuwe zanger in de band, Mladen Bodalec. In deze tijd werd de band wat bekender in Kroatië. Toen in 1988 hun nieuwe album 'Zaustavite zemlju' uitkwam wakkerde het de trots op eigen land aan bij de Kroaten. Er kwamen veel concerten waarbij duizenden Kroaten met Kroatische vlaggen zaten te zwaaien. Prljavo Kazalište had, nu ze bekend waren, concerten in (natuurlijk Kroatië), Amerika, Canada, Duitsland, Australië, Zwitserland, Oostenrijk, Zweden en meer. In 1989 nam Damir Lipošek de plaats over van Marijan Brkic. In dit jaar was ook het legendarische concert in Zagreb waar duizenden Kroaten kwamen, sommigen zeggen dat er zelfs 500.000 mensen waren. in 1993 kwam de keyboard speler Fedor Boic in de band. De band bracht in dit jaar een erg succesvol album uit, “Lupi petama...”. In 2001 verlieten Damir Lipošek en Fedor Boic de band en werden ze vervangen door Zlatko Bebek en Jurica Leikauf.
Vandaag de dag bestaat de band uit;
- Jasenko Houra (gitaar)
- Mladen Bodalec (zang)
- Nino Hrastek (basgitaar)
- Tihomir Fileš (drum)
- Jurica Leikauff (keyboard)
- Zlatko Bebek (gitaar).

De band bestond oorspronkelijk dus uit 5 leden en bestaat nu uit 6 leden.

## Discografie
1. Televizori - 1978 (Single)
2. Moj je otac bio u ratu - 1979 (single)
3. Prljavo Kazalište - 1979
4. Crno bijeli svijet - 1980
5. Heroj ulice - 1980
6. Korak do sna - 1983
7. Zlatne godine - 1985
8. Zaustavite zemlju - 1988
9. Sve je lako kad si mlad - 1988 (live)
10. Devedeseta - 1990
11. Lupi petama... - 1993
12. Božićni koncert - 1995 (Live)
13. S vremena na vrijeme - 1996
14. XX godina - 1997 (album ter ere van 20-jarig bestaan)
15. Dani ponosa i slave - 1998
16. Sve je lako kad si mlad - 2001 (4cd-box)
17. Radio Dubrava - 2003
18. Moj dom je Hrvatska - 2005

## Prijzen
- Porin 1994-Album van het jaar
- Porin 1998-Beste rock album
- Porin 1999-Beste rock album